# Chaetodermis
Chaetodermis is een monotypisch geslacht van straalvinnige vissen uit de familie van vijlvissen (Monacanthidae).

## Soort
- Chaetodermis penicilligerus (Cuvier, 1816)